# Kanton Le Creusot-1
Der Kanton Le Creusot-1 ist seit 2015 in französischer Wahlkreis im Département Saône-et-Loire in der Region Bourgogne-Franche-Comté. Er umfasst drei Gemeinden im Arrondissement Autun und hat seinen Hauptort (frz.: bureau centralisateur) in Le Creusot. 

## Gemeinden
Der Kanton besteht aus drei Gemeinden und Gemeindeteilen mit insgesamt 16.399 Einwohnern (Stand: 1. Januar 2022) auf einer Gesamtfläche von 43,57 km²:
| Gemeinde            | Einwohner 1. Januar 2022 | Fläche km² | Dichte Einw./km² | Code INSEE | Postleitzahl |
| ------------------- | ------------------------ | ---------- | ---------------- | ---------- | ------------ |
| Le Creusot          | 11.730                   | 11,62      | 1.009            | 71153      | 71200        |
| Montcenis           | 1.864                    | 12,33      | 151              | 71309      | 71710        |
| Torcy               | 2.805                    | 19,62      | 143              | 71540      | 71210        |
| Kanton Le Creusot-1 | 16.399                   | 43,57      | 376              | 7112       | –            |

1. ↑   Nur der westliche Teil der Gemeinde, der Rest gehört zum Kanton Le Creusot-2.